# NGC 1101
NGC 1101 ist eine Linsenförmige Galaxie vom Hubble-Typ S0 im Sternbild Walfisch südlich der Ekliptik. Sie ist schätzungsweise 318 Millionen Lichtjahre von der Milchstraße entfernt und hat einen Durchmesser von etwa 120.000 Lichtjahren.
Im selben Himmelsareal befindet sich u. a. die Galaxie NGC 1095.
Das Objekt wurde am 22. November 1876 vom französischen Astronomen Édouard Stephan entdeckt.